# 王得祿
王得祿（1770年1月19日—1842年2月7日），字百遒，号玉峯，室号慎齋，諡果毅。清朝将领，福建省臺灣府諸羅縣溝尾（今嘉義縣太保市）人，曾協助平定林爽文事件，擊潰朱濆、蔡牽等海盜勢力，並於第一次鴉片戰爭期間協防澎湖。王得祿生前為官至浙江提督，加太子太保銜，封爵二等子。死後贈伯爵、太子太師銜，為清朝臺籍官員中官位、爵位最高者。

## 生平
乾隆三十五年十二月二十三日（1770年1月19日）王得祿出生於福建省臺灣府諸羅縣大槺榔庄溝尾（今嘉義縣太保市）。先祖世居江西省撫州府南城縣麻姑山，曾祖父王奇生，於康熙年間於福建入伍，任水師鎮標右營千總，後隨軍參與平定朱一貴之變，而歿於臺灣鳳山縣（今高雄市左營區）獲得蔭官雲騎尉世襲，王奇生長子王舜慕後舉家遷居諸羅縣溝尾庄。王舜慕長子為王必敬，監生，生四子，王得祿為次子。王得祿兄長王得嘉為貢生。
王得祿在溝尾出生成長，少年習武，十五歲時入武學堂讀書。五十一年（1786年），林爽文事件爆發，林爽文攻佔諸羅縣城，王得祿年方十七歲，主動率眾五百人擔任聯絡官，前往臺灣府城求援，隔年正月王得祿參與五十九次戰鬥，臺灣總兵柴大紀委任王得祿為把總（七品武職）。
五十二年（1787年）十月，福康安領軍來臺，王得祿隨其收復諸羅縣，屢次林爽文部隊來犯王得祿便出城應戰，之後再被柴大紀委任千總，福康安十一月並領軍攻打大里杙（今臺中市大里區聯絡新、舊市區橋下乾河床），成功奪下大里杙，林爽文事件平定後，王得祿以千總候補，並獲賞花翎、五品頂戴。
五十八年（1793年），兄長王得嘉過世數年，王得祿為了家計，請求閩浙總督安插官職，調任閩浙督標右營千總，王得祿見到閩浙至山東沿海一帶海盜大肆作亂，主動棄陸軍，加入水師（當時海盜肆虐，多數軍人不願意從事水師），改調督標水師千總，隨後與李長庚與金門鎮魏成消滅各處海盜。
嘉慶十一年（1806年）五月，海盜蔡牽進攻於鹿耳門（今臺南市安平港），蔡牽當時自稱「鎮海威武王」，打著反清復明的口號進攻台灣，在此戰中王得祿大獲全勝擊沉十一艘賊船，擄獲十艘賊船，又奪得當時蔡牽的正大光明印。八月，嘉慶帝降旨：「王得祿著賞加總兵銜」，12月時升為福寧鎮總兵（浙江、福建交界）。隔年六月又被調為南澳鎮總兵（福建、廣東交界）。
十二年（1807年）七月，又敗朱濆於大雞籠澳外（今基隆市和平島附近），八月與楊廷理破朱濆於蘇澳，朱濆本來想在蘇澳與羅東交界設立據點，還與西勢的漳州人及東、西勢的原住民拉攏，朱濆佔據東勢後，吳化、陳奠邦向官府頂報，王得祿與邱良功率領船隊進攻蘇澳港，朱濆慘敗後一路被追殺至滬尾（今淡水區），最後逃回閩粵沿海。十二月，清朝為了預防朱濆與蔡牽合作，在黑水洋之役中時為浙江提督的李長庚為了戴罪立功，在兵船不足情況下追剿蔡牽的座船，李長庚在船頭擊鼓，被蔡牽船上一名與李長庚同鄉的林阿小認出，敵兵紛紛砲轟，李長庚在戰鬥中被砲彈擊斃。
十三年（1808年）正月，王得祿接替李長庚，擔任浙江提督，防範蔡牽。六月，嘉慶見原本的福建水師張見陞因剿賊怠慢，改調王得祿擔任。
十四年（1809年）八月，王得祿與邱良功在魚山外海與追剿蔡牽，蔡牽用大碇使邱良功的船無法動彈，王得祿則在後窮追猛打蔡牽將其擊沉，蔡牽命喪海底。王得祿因平亂有功，詔任福建水師提督（紫禁城詔令臺灣府頒贈建功牌坊，在今臺南公園內），並封二等子爵。同年元配范夫人逝世，為卜墓園於大仙寺初址。
二十五年（1820年）七月，嘉慶帝駕崩，道光帝繼位，十一月，王得祿調任浙江提督，將王得祿部下總兵羅鳳山升為福建水師提督。
道光二年（1822年）四月，王得祿在海上保護漁船時，舊疾復發，右眼失明，向道光皇帝請假「休養」，道光皇帝並未將其留任，之後數年都過著半退隱的生活。八年（1828年）八月，王得祿銷假與長子王朝綱上京，引見，道光帝硃筆：「著回籍候旨補用」，未即任用，王朝綱分發刑部學習。
十二年（1832年），台灣發生張丙事件，張丙自稱開國大元帥，各地響應起事，王得祿在廈門招募鄉勇，事件平定後加太子少保銜。
十八年（1838年），嘉義縣沈知自稱大元帥，殺害官兵，搶奪佳冬（今臺南市後壁區）糧倉，王得祿又率義勇，前往平亂，事定後加太子太保銜。
二十一年（1841年），第一次鸦片战争，因沿海已無海盜群聚，水師廢弛多年，將領無人可繼，道光帝起用年已七十二歲的王得祿，令其駐澎湖，助臺灣道姚瑩協防英軍攻擊。
二十二年二月初七日（1842年3月18日），王得祿因為在澎湖受風寒，舊疾復發，病逝，享壽七十二歲。追贈伯爵，諡果毅。次子王朝綸襲二等子，候補戶部員外郎。

## 相關文物
| 名稱             | 圖片 | 年代                   | 所在地                  | 備註                                   |
| ---------------- | ---- | ---------------------- | ----------------------- | -------------------------------------- |
| 「忠義配天」匾   |      | 嘉慶二十二年（1817年） | 臺南市東區 臺南關帝殿   |                                        |
| 「霛保蒼生」匾   |      | 道光十四年（1834年）   | 嘉義縣新港鄉 溪北六興宮 | 原匾遺失，廟中現懸掛者為仿作           |
| 「保愛生民」匾   |      | 道光十五年（1835年）   | 臺南市北區 祀典興濟宮   |                                        |
| 「水德增光」匾   |      | 道光十九年（1839年）   | 嘉義縣新港鄉 溪北六興宮 |                                        |
| 「大義昭垂」匾   |      | 道光二十一年（1841年） | 澎湖關帝廟              | 現為澎湖縣一般古物                     |
| 王得祿墓         |      | 道光廿四年（1844年）   | 嘉義縣六腳鄉雙涵村      | 現為嘉義縣文化資產（中華民國國定古蹟） |
| 王祖母許太夫人墓 |      | 道光19年(1839)         | 嘉義市盧厝里            | 嘉義市市定古蹟                         |

## 家庭及關聯
- 曾祖父：王奇生
- 祖父：王舜慕
- 父：王必敬
- 兄：王得嘉

### 妻妾
- 正室：范氏。
- 繼室：陳氏。
- 側室：吳氏、陳氏、許氏、黃氏、楊氏、林氏、葉氏、葉氏、陳氏。

### 子女
有十子四女
- 長子：王朝綱，范夫人出，道光五年舉人，歷官刑部直隸司員外郎、廣東高州府知府、山東濟東泰武臨道。娶兪氏，山西雁平道俞恒潤之女，兵部尚書戴聯奎外孫女。
- 次子：王朝綸，陳夫人出，候補戶部員外郎，襲二等子，即用知府。娶倪氏，原任福建興泉永道倪琇之女。
- 三子：王朝輔，妾許氏出，候選通判。娶林氏，原任福寧府學教授林菁之女。
- 四子：王朝弼，妾吳氏出，邑庠生，早卒。娶張氏。
- 五子：王朝緯，妾陳氏出，邑庠生，議叙縣丞。聘鄭氏，禮部員外郎鄭用錫之女。
- 六子：王朝經，妾林氏出。
- 七子：王朝紱，葉氏出。聘劉氏，軍功五品頂戴劉高山之女。
- 八子：王朝斌，妾葉氏出。
- 九子：王朝文（1839年—1908年），妾楊氏出，軍功同知銜、賞戴花翎；日治時期嘉義縣參事、嘉義銀行頭取。
- 十子：王朝武、妾黃氏出。
- 長女，適漳浦縣廩貢生蔡珪璋。
- 次女，適臺灣縣庠生何慎儀。
- 三女，適淡水縣庠生鄭德麟。
- 四女，未字。

### 身世異說
在臺南白河地區，有說法認為王得祿其實原本是木屐寮吳姓佃農之子，後來過繼給王家。木屐寮福顯宮供奉的土地公據說是王得祿向嘉慶皇帝請封才得以戴烏紗官帽。

## 世爵承襲
|  |  |  |  |  |  |  |  | 二等子 王得祿始封，贈伯 |  |  |  |  |  |  |  |  |  |  |  |  |  |  |  |
|  |  |  |  |  |  |  |  |                         |  |  |  |  |  |  |  |  |  |  |  |  |  |  |  |
|  |  |  |  |  |  |  |  | 二等子 王朝綸一次襲     |  |  |  |  |  |  |  |  |  |  |  |  |  |  |  |

## 墓所
王得祿墓。是全臺最大的私人墓園，也是目前嘉義縣內僅有的兩處國定古蹟之一。

## 奉祀
嘉義市玉皇宮供奉有王得祿的神像，該神像於2019年舉行開光點睛儀式:37。

## 影響
目前嘉義縣有太保市，便得名於王得祿（因王得祿官至太子太保）。

## 衍生創作
- 歌仔戲嘉慶君遊臺灣：紀麗如飾。

## 延伸阅读
- 賴玉玲，〈梟雄蔡牽與水師提督王得祿的海上對決──從匾額看「蔡牽與王得祿」特展〉， 《典藏古美術》，324期，台北市：典藏古美術，2019年9月。

[在维基数据编辑]
 《清史稿·卷350》，出自趙爾巽《清史稿》
 在维基共享资源阅览影像